# Ostrea angulata
Ostrea angulata (лат. Ostrea angulata) врста је шкољки из породице правих острига (Ostreidae).

## Статус
Неприхваћен

## Прихваћено име
Crassostrea bilineata (Röding, 1798) прихваћен као Magallana bilineata (Röding, 1798)

## Оригинални извор
- Huber, M. (2010). Ostrea angasii G. B. Sowerby II, 1871. In: MolluscaBase (2017). Accessed through: World Register of Marine Species at http://www.marinespecies.org/traits/aphia.php?p=taxdetails&id=542014 on 25.11.2017